# Rivière Jacquère
Pour les articles homonymes, voir Jacquère (homonymie).
La rivière Jacquère (inuktitut : ᑕᓯᐊᓗᔾᔪᐊᑉ ᑰᖓ) est un affluent du détroit d'Hudson. Cette rivière coule dans le territoire non organisé de Rivière-Koksoak faisant partie de l'administration régionale Kativik, dans la région administrative du Nord-du-Québec, au Québec, au Canada.

## Toponymie
L'hydronyme Jacquère évoque l'œuvre de vie de l'abbé Mathurin Jacquère (confession catholique) qui exerça son ministère en Nouvelle-France au début du XVIIIe siècle.
Les Inuits désignent ce cours d'eau sous l'appellation "Tasialujjuap Kuunga" qui signifie « la rivière du grand grand lac » en faisant référence au lac Tasialujjuaq qui constitue le principal plan d'eau du bassin versant de cette rivière.
Le toponyme Rivière Jacquère a été officialisé le 5 décembre 1968 par la Commission de toponymie du Québec.